# Colè
Colè (en grec antic Κόλαινος), va ser, segons la mitologia grega, un descendent d'Hermes. Pausànias explica que va ser el primer rei de l'Àtica.
Va ser expulsat del tron pel seu cunyat Amficcíon. Allunyat de la ciutat, va estar vagant per diversos llocs i es va establir al demos de Mírrina, on va consagrar un temple a Àrtemis "Colena". Va morir allà. Pausànias va veure encara una estàtua de fusta feta en honor seu.